# 게르드 칸테르
게르드 칸테르(에스토니아어: Gerd Kanter, 1979년 5월 6일~)는 에스토니아의 육상 선수, 지도자로 주 종목은 원반던지기이다. 그는 에스토니아 국가대표로 올림픽에 4회 참가하여  2008년 하계 올림픽 남자 원반던지기 종목에서 금메달을 획득했고, 2012년 하계 올림픽 남자 원반던지기 종목에서 동메달을 획득했다. 또한 2007년 세계 선수권 대회 남자 원반던지기에서 우승했고 2005년과 2011년 세계 선수권 대회에서 3위에 올랐다. 이 밖에 유럽 선수권 대회에서 은메달 3개, 동메달 1개를 획득했고 월드 애슬레틱스 파이널 2회 우승, 2회 준우승, 다이아몬드 리그 2회 우승을 달성했다.
칸테르가 기록한 원반던지기 개인 최고 기록 73.38m(2006년)은 에스토니아 남자 원반던지기 국가 기록이며 역대 세계 남자 원반던지기 기록 순위 4위에 해당한다. 이러한 육상 선수로서의 업적으로 인해 2007년, 2008년, 2011년에 에스토니아 올해의 스포츠 선수로 선정되었다.

## 선수 경력

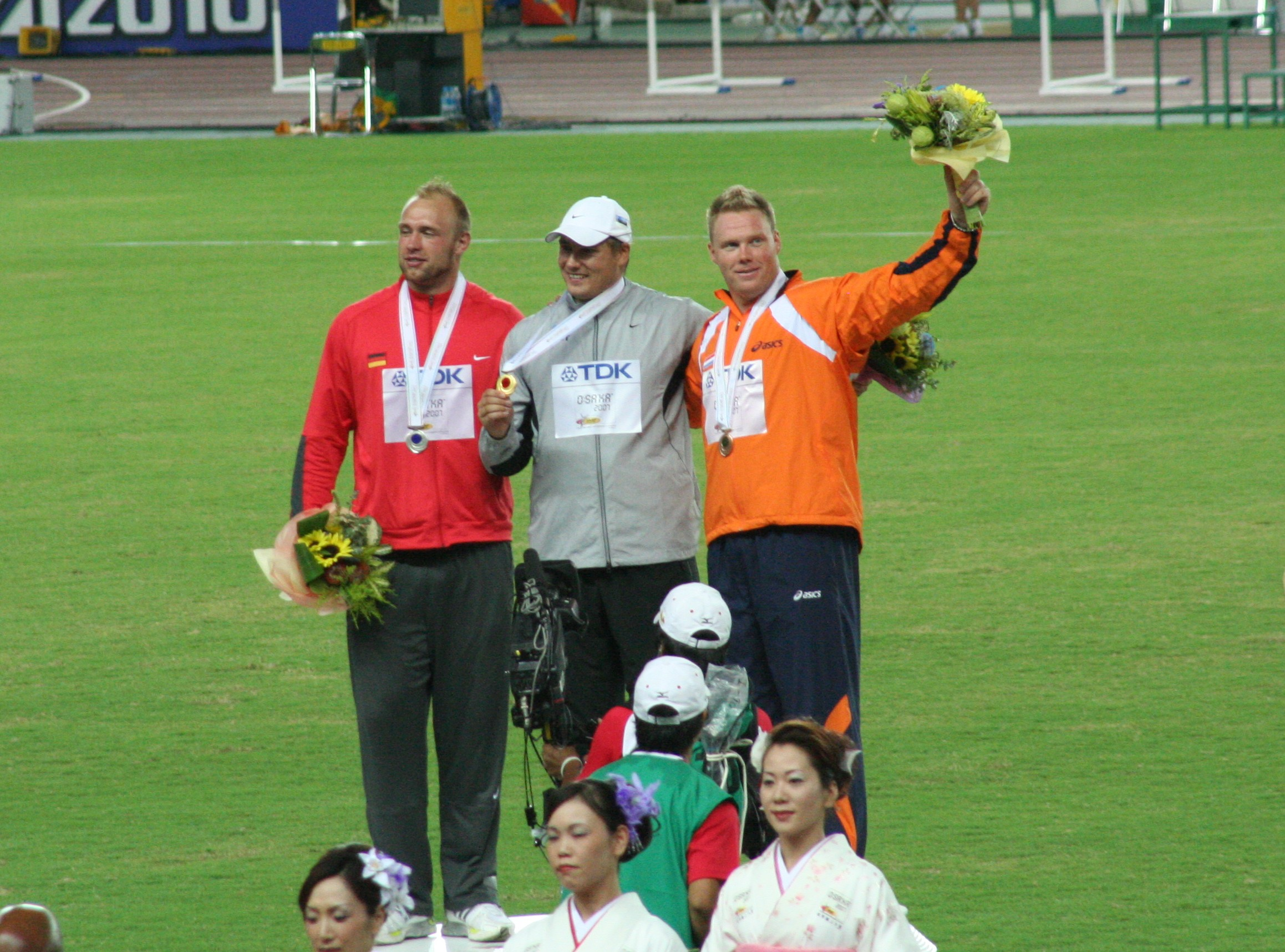
오사카에서 열린 2007년 세계 육상 선수권 대회 시상식에서의 칸테르(중앙).

그는 2004년 올림픽에 출전했지만, 결승에 진출하지 못했다. 2006년 9월 4일에 스웨덴 헬싱보리에서, 칸테르는 4라운드에서 70m 이상의 거리로 원반을 던졌다.
칸테르는 2006년 유럽 육상 선수권 대회에서 비르길리유스 알레크나에 이어 은메달을 획득했고, 2007년 오사카 세계 육상 선수권 대회 원반던지기에서 세계 챔피언이 되었다. 그는 2008년 베이징 올림픽에서 폴란드의 은메달리스트 피오트르 마와호프스키보다 1m 앞질렀고, 68.82m의 거리로 원반을 던져서 금메달을 가져갔다.
그는 2009년 세계 육상 선수권 대회에서 자신의 세계 타이틀을 지키기 위해 복귀했다.
그는 2010년 유럽 육상 선수권 대회에서 4위에 머물렀지만, 2011년 세계 육상 선수권 대회에서 로베르트 하르팅에 이어 간신히 은메달을 땄다.